# Галкин, Юрий Петрович
Юрий Петрович Галкин (1939—2017) — советский и российский деятель спортивной медицины, доктор педагогических наук, профессор Смоленского государственного университета спорта.

## Биография
Юрий Петрович Галкин родился 6 июня 1939 года. После окончания средней школы поступил в Смоленский государственный институт физической культуры. Окончил его с отличием в 1963 году и остался в нём работать. В течение многих десятилетий работал на кафедре теоретических основ физической культуры и спорта. В 2003—2008 годах работал деканом факультета дополнительного образования института физкультуры. Занимался толканием ядра, был чемпионом и рекордсменом РСФСР среди юношей. Более десяти лет руководил Смоленским народным университетом физической культуры.
В общей сложности Галкин опубликовал более 70 научных работ. Являлся автором нескольких учебных пособий. В 1969 году защитил диссертацию на соискание учёной степени кандидата педагогических наук на тему: «Изменения сводов и подвижности стопы подростков и взрослых в процессе занятий легкой атлетикой и методика предупреждения плоскостопия». В 1998 году защитил докторскую диссертацию по теме: «Проблемы физической рекреации и неспециального физкультурного образования работников промышленного производства : На прим. АО г. Смоленска». В 1999 году получил учёное звание профессора.
Умер 27 июля 2017 года, похоронен на Новом кладбище Смоленска.
Заслуженный работник высшей школы Российской Федерации. Судья республиканской категории.